# 竹田敬方
竹田 敬方（たけだ けいほう、1873年（明治6年）2月7日 - 1942年（昭和17年）12月4日）は明治時代から昭和時代にかけての日本画家。

## 略歴
水野年方及び川端玉章の門人。本名は竹田源次郎。東京・銀座の生まれ。始めは1887年（明治20年）12月から水野年方に人物画を学び、1891年（明治24年）から川端玉章に師事して山水画を学んでいる。日本青年絵画協会、日本美術協会、烏合会、巽画会などに作品を出品した。1907年（明治40年）に正派同志会の評議員になり、1909年（明治42年）に川端画学校の教諭となった。また、明治絵画会の幹事、審査員を務めた。享年70。

## 作品
- 「少女遊劇図」
- 「暁霽」
- 「塩原竜化瀑図」 大正3年（1914年）
- 「雪渓図」 大正6年（1917年）